# Poésie/Gallimard
Poésie est une collection de livres de poche créée en 1966 par les éditions Gallimard.

## Historique
Claude Gallimard décide en 1966 d’inventer une collection de poche spécifique pour exploiter le fonds de poésie de la maison Gallimard.
L'appareil critique est systématisé par André Velter : une préface souvent écrite par un universitaire ou un autre poète, parfois assortie d’une notice biographique, voire d’un glossaire et de variantes.

### Directeurs littéraires depuis la création de la collection
Les directeurs successifs ont été :
- 1966-1971 : Alain Jouffroy et de Robert Carlier.
- 1971-1988 : André Fermigier, assisté de Catherine Fotiadi
- 1989-1992 : Jean-Loup Champion
- 1992-1997 : Marc de Launay
- 1998-2018 : André Velter
- 2018-.... : Jean-Pierre Siméon

## Catalogue
Les premiers auteurs publiés sont, par ordre de parution : Éluard (mars 1966), García Lorca, Mallarmé, Apollinaire, Claudel, Valéry, Aragon, Queneau, Supervielle, Breton, Larbaud, Jouve, Saint-John Perse, Char, Ponge…
En 2023, il y a un peu plus de 575 titres au catalogue et 10 livres environ sont édités par an.
L’exemplaire le plus vendu, Alcools de Guillaume Apollinaire, a été tiré à 1 600 000 exemplaires depuis sa sortie en 1966.

## Esthétique de la collection
La maquette d’inspiration warholienne a été conçue par Robert Massin en 1966 et revue dans les années 1990.